# Orchestral Favorites
Orchestral Favorites — музичний альбом Френка Заппи, випущений 1979 року

## Список пісень

### Сторона 1
1. «Strictly Genteel» — 7:04
2. «Pedro's Dowry» — 7:41
3. «Naval Aviation in Art?» — 1:22

### Сторона 2
1. «Duke of Prunes» — 4:20
2. «Bogus Pomp» — 13:27